# 명안공주 관련 유물
명안공주 관련 유물(明安公主 關聯 遺物)은 대한민국 강원특별자치도 강릉시 오죽헌시립박물관에 있는, 조선 현종의 셋째 딸인 명안공주(1664∼1687)와 그가 거처하던 명안궁과 관련된 전적류, 고문서류, 유물 등이다. 1995년 6월 23일 대한민국의 보물 제1220호로 지정되었다.

## 개요
조선 현종의 셋째 딸인 명안공주(1664∼1687)와 그가 거처하던 명안궁과 관련된 전적류, 고문서류, 유물 등이다. 명안공주의 본명은 온희(溫姬)로, 숙종 5년(1679) 오태주와 결혼하였다.
전적류는 현종과 명성왕후 김씨, 숙종의 한글 편지 등이 수록된 어필첩과 각종 판본, 오태주 일가의 글씨를 모은 유묵첩, 영조의 환갑을 맞이하여 왕세손과 신하들이 만수무강을 기원하는 글모음집 등이 있다. 고문서류로는 각종 물품단자와 진정서이고, 유물들은 궁중에서 명안공주에게 보낸 생활용품들이다. 특히, 명안공주 작명단자는 왕실의 것으로 현존하는 유일한 것이다.
이와같이 여러 관련된 유물들은 그 종류가 다양해 당시 공주궁의 생활상을 엿볼 수 있는 귀중한 자료들이며, 서예연구는 물론 예술적인 가치가 있고, 당시의 궁중생활사 및 사회·경제사연구의 사료로서 소중한 자료들이다.

## 갤러리
- 명성왕후가 명안공주에게 보낸 편지.

## 같이 보기
- 인목왕후 어필 칠언시 - 보물 제627호, 안성 칠장사 소장

## 참고 자료
- 위키문헌에 숙종의 한글편지 관련 자료가 있습니다.
- 명안공주 관련 유물 - 국가유산청 국가유산포털